# Abandoned Luncheonette
Abandoned Luncheonette è il secondo album del duo Hall & Oates, pubblicato nel 1973.

## Tracce
1. When The Morning Comes (Daryl Hall) - 3:12
2. Had I Known You Better Then (John Oates) - 3:22
3. Las Vegas Turnaround (The Stewardess Song) (Oates) - 2:57
4. She's Gone (Hall, Oates) - 5:15
5. I'm Just a Kid (Don't Make Me Feel Like a Man) (Oates) - 3:20
6. Abandoned Luncheonette (Hall) - 3:55
7. Lady Rain (Hall, Oates) - 4:26
8. Laughing Boy (Hall) - 3:20
9. Everytime I Look at You (Hall) - 7:04

## Formazione
- Daryl Hall - voce, pianoforte, Fender Rhodes, tastiera, mandolino
- John Oates - voce, cori, chitarra acustica, chitarra elettrica
- Christopher Bond - mellotron, chitarra acustica, chitarra elettrica, sintetizzatore
- Gordon Edwards - basso
- Bernard Purdie - batteria
- Hugh McCracken - chitarra elettrica
- Pat Rebillot - organo Hammond
- Richard Tee - pianoforte
- Jerry Ricks - chitarra acustica
- Steve "Fontz" Gelfand - basso
- Ralph MacDonald - percussioni
- Marc Horowitz - banjo
- Rick Marotta - batteria, percussioni
- Pancho Morales - congas
- Gloria Agostini - arpa
- John Blair - violino elettrico
- Larry Packer - violino
- Marvin Stamm - flicorno
- Joe Farrell - oboe, sassofono tenore

Produzione
- Arif Mardin - produzione
- Christopher Bond - assistente di produzione
- Alan Ade, Jimmy Douglass, Lewis Hahn, Joel Kerr, Gene Paul - registrazione e suono
- Gene Paul, Christopher Bond - missaggio
- Stephen Innocenzi - mastering